# Friedrich Adam Scholler
Pour les articles homonymes, voir Schoeller.
Friedrich Adam Scholler est un prêtre et un botaniste bavarois, né en 1718 à Bayreuth et mort le 3 avril 1785 à Barby.
Il enseigne dans la communauté des frères moraves de Barby.